# Tetanocera plumosa
Tetanocera plumosa är en tvåvingeart som beskrevs av Friedrich Hermann Loew 1847. Tetanocera plumosa ingår i släktet Tetanocera och familjen kärrflugor. Inga underarter finns listade i Catalogue of Life.